# Kraš
Kraš, prehrambena industrija d.d. je najveća hrvatska tvrtka koja se bavi proizvodnjom konditorskih proizvoda te ujedno jedna od najvećih u jugoistočnoj Europi čija proizvodnja prelazi 33.000 tona godišnje.

## Osnovni podaci
Kraš d.d. je industrijski div koji je na hrvatskom tržištu upisan kao dioničko društvo te kao takav ima upisan i temeljni kapital u iznosu od 599.448.400 kuna, podijeljen na 1.498.621 dionicu nominalne vrijednosti od 400 kuna. Sjedište kompanije je u Zagrebu u ulici Ravnice 48. U sklopu kompanije nalazi se još nekoliko specijaliziranih tvrtki proizvođača koje proizvode pod logom industrije Kraš, a to su:
- Mira a.d., Prijedor, BiH
- Karolina d.o.o., Osijek
- Krašcommerce d.o.o., Ljubljana, Slovenija
- Kraš trgovina d.o.o., Široki Brijeg, BiH
- Kraškomerc dooel, Skopje, Makedonija
- Kraš Commerce doo, Beograd, Srbija

## Uprava
Članovi uprave: 
- Predsjednik Uprave – Slavko Ledić
- Članica Uprave − Milena Vušak
- Član Uprave − Davor Bošnjaković
- Predsjednik nadzornog odbora − prof. dr. sc. Zoran Parać

## Povijest

### Prije Kraša
Godine 1911. Julije König, svojim znanjem i iskustvom u proizvodnji slastica, i Slavoljub Deutsch, svojim kapitalom, osnovali su tvornicu Union.
Tvornica Union u Zagrebu započela je s radom kao prvi industrijski proizvođač čokolade u  Jugoistočnoj Europi. Samo dvije godine kasnije, tvornici Union dodjeljuje se titula kraljevskog dvorskog dobavljača za dvor u Beču i Budimu. Već 1920. godine započinje proizvodnja mekanih karamela, kao i deserata, u čijem je odjeljenju radio i majstor Paul Eksner. U to doba već je postojao i nougat proizvod iz kojega se kasnije razvio proizvod Bajadera.
Godine 1921. Karolina, današnja članica Kraš grupe, od mlina za proizvodnju brašna postaje tvornica za proizvodnju keksa,  vafla i slanica.
Godine 1923. u Zagrebu, na Savskoj cesti, tvrtka Bizjak započinje s proizvodnjom dvopeka, keksa i vafla.
Tridesete godine 20. stoljeća obilježila je modernizacija pogona čokolade i ulaganja u nove strojeve za proizvodnju bombona. Union počinje slijediti trendove i pišu se prvi slogani.
1935. poznati dječji pisac Ratko Zvrko, tada učenik, osmislio je poznati slogan za Ki-Ki „Bilo kuda Ki-Ki svuda“. Slogan je i danas popularan u cijeloj regiji.
1936. započinje proizvodnja bombona s crtom, za što su nabavljeni i specijalni strojevi.
1938. počinje proizvodnja tankih čokoladica od 15 g, preteča Životinjskog carstva.
Drugi svjetski rat utjecao je na promjenu asortimana. Tvornica Bizjak radila je neprekidno te je proizvodila posebno za potrebe pučanstva i potrebe vojske.
U tvornici Union proizvodi se za robnu kuću „Nama” čokolada od 100 g, koja se smatra prvom robnom markom na ovim prostorima.
1948. mala manufakturna pekarnica obitelji Četić mijenja ime u „Mira Cikota“, što će postati temeljem tvrtke „Mira Prijedor“, današnjom članicom Kraš grupe.

### Rođenje Kraša
1950. Union, Bizjak i ostali manji proizvođači ujedinjuju se pod zajedničkim imenom antifašističkog borca i sindikalista Josipa Kraša.
1952. otvorena je prva Kraš Bonbonnièra u samom srcu Zagreba, u najpoznatijoj zagrebačkoj ulici, na adresi Ilica 15. 
1954. rađa se kraljica među desertima, svima poznata i omiljena Bajadera.
1956. tanke čokoladice preimenovane su u „Životinjsko carstvo“, tiska se prvi album i tada počinje priča o jednoj od najpoznatijih čokoladica u regiji.
1957. nastaje  Domaćica – obiteljska miljenica u Kraševom asortimanu, pojavljuje se ukusno čokoladirano čajno pecivo, miljenica obitelji – Domaćica.
1959.  Bomboni 505 s crtom osvajaju Oskara kao priznanje za ambalažu.
1960. je stiglo i međunarodno priznanje za kvalitetu proizvoda. Kraševi proizvodi dobivaju brojne medalje na raznim sajmovima.
1961. Kraš obilježava 50. godišnjicu proizvodnje.
1964. velika poplava u Zagrebu uništava proizvodnju što je za posljedicu imalo preseljenje tvornice keksa i vafla u novi pogon na Ravnicama te početak proizvodnje na novim modernim strojevima.
1972. Priznati Monde Selection Krašu dodjeljuje zlatnu medalju za desert Griotte.
1978. Na tržište je, u obliku dimnjaka lokomotive, stigao fini kakao napitak obogaćen vitaminima i kalcijem - Kraš Express.
1984. Na tržište dolazi izvrsni bombon sa slatkim punjenjem, Slatka tajna.
1986. Svi se sjećamo Nugatina - najfinijeg namaza od lješnjaka i njegove reklame koja je završavala s rečenicom "Prva prava lješnjak krema u nas".
1991. Pojavljuje se hit proizvod među najmlađim potrošačima, čokoladirana banana Bananko koja vrlo brzo osvaja tržište.
1992. Kraš se iz društvenog poduzeća transformira u dioničko društvo te se počinje razvijati kao suvremena i tržišno orijentirana kompanija. 
1996. Obitelj Kraševih čokolada objedinjuje u jedan brend – Dorinu, koja danas nudi široku paletu najfinijih okusa. 
1999. Proizvodnja, koja je bila rascjepkana po Zagrebu, objedinjava se na jednom mjestu - zagrebačkim Ravnicama. 
2003. Najveći proizvođač keksa i vafla u Bosni i Hercegovini, Mira a.d. postaje dio Kraša i nastavlja uveseljavati svoje kupce svojim maštovitim proizvodima.
2005. Bajadera slavi svoj 50. rođendan
2007. U Zagrebu je otvoren prvi Choco Bar i postaje mjesto gdje se mogu kušati jedinstveni čokoladni kokteli ili vrhunske ručno rađene praline te ostale čokoladne delicije.
2010. Kraj Bratine se otvara Krašograd, veliki ekopark i izletište u blizini Zagreba.
2011. Kraš preuzima Karolinu, tvornicu keksa i vafla iz Osijeka sa stoljetnom tradicijom.
2012. U Krašu proizvedena 1.5 milijardita čokoladica Životinjskog carstva.
2017. Omiljeni proizvod generacija potrošača, Domaćica, slavi svoj 60. rođendan.
2019. Kraljica pralina Bajadera slavi svoj 65. rođendan.
2021. Kraš obilježava 110 godina proizvodnje.

## Proizvodi
Kraš d.d. je tijekom godina svoju proizvodnju proširio na cijeli spektar konditorskih proizvoda kao što su:

### Čokolade
- Dorina, obitelj Kraševih čokolada pod zajedničkim nazivom Dorina prisutna je na tržištu u velikom broju različitih okusa.
- Čoksa
- Životinjsko carstvo jedan je od najstarijih proizvoda dječjeg asortimana čija proizvodnja započinje pedesetih godina 20. st., a djeci omogućuje stjecanje prvih saznanja o svijetu životinja ispunjavajući istoimeni album sličicama zapakiranim u čokoladice.
- Kolumbo
- Bananko je pjenasti prutić okusa banane preliven čokoladom.

#### Bombonijere
- Bajadera, jedna od najpoznatijih Kraševih slastica, prvi je proizvod koji je dobio oznaku Izvorno hrvatsko kao proizvod iznimne prepoznatljivosti i trajne kvalitete proizvodnje.
- Griotte
- Fontana
- Kraš 1911
- Novela
- Pozdrav iz Hrvatske
- Dorina praline i dražeje

### Keksi, vafli i čajna peciva
- Domaćica, keks koji je stvorio prvi školovani keksar u tadašnjoj Jugoslaviji (1949.), Petar Tutavac, kojemu je to bio diplomski rad i prvijenac.[7]
- Choco Napolitanke
- Napolitanke
- Batons
- Tortica
- Harmonija
- Jaffa
- Petit Beurre

### Bomboni
- Ki-Ki
- Bronhi
- 505 s crtom
- Pepermint
- Mentol
- Žele

### Slani asortiman
- VIC slani štapići, slani krekeri, flips kikiriki

## Vanjske poveznice
- Službena stranica